# Werner Plattner
Werner Plattner (ur. 31 stycznia 1926, zm. 6 lutego 2010) – austriacki szermierz. Reprezentant kraju podczas igrzysk olimpijskich w Londynie i igrzysk olimpijskich w Helsinkach.
W Londynie wystąpił w turnieju drużynowym, w którym Austria odpadła w drugiej rundzie oraz indywidualnym szablistów, w którym odpadł w pierwszej rundzie. W Helsinkach wystąpił zarówno w turnieju drużynowym, w którym Austria zdobyła 5. miejsce, oraz indywidualnym szablistów, w którym był 5.